# Michael Clarke Duncan
Michael Clarke Duncan (n. 10 decembrie 1957, Chicago, Illinois, SUA – d. 3 septembrie 2012, Los Angeles, California, SUA) a fost un actor american, cunoscut mai ales pentru rolul lui John Coffey în filmul The Green Mile, pentru care a fost nominalizat la Premiul Oscar pentru cel mai bun actor în rol secundar și la Premiul Globul de Aur pentru cel mai bun actor în rol secundar. De asemenea, el mai este cunoscut pentru aparițiile sale în filme ca Armageddon, The Whole Nine Yards, The Scorpion King și Daredevil.

## Filmografie

### Filme
| An   | Titlu                                                 | Rol                                       | Note |
| ---- | ----------------------------------------------------- | ----------------------------------------- | --- |
| 1995 | Friday                                                | Craps Player                              | necreditat |
| 1997 | Back in Business                                      | Huge Guard                                | N/A |
| 1998 | Caught Up                                             | BB                                        | N/A |
| 1998 | The Players Club                                      | Bodyguard                                 | Creditat ca Big Mike Duncan |
| 1998 | Bulworth                                              | Bouncer                                   | Creditat ca Michael 'Big Mike' Duncan |
| 1998 | Armageddon                                            | Bear                                      | N/A |
| 1998 | A Night at the Roxbury                                | Roxbury Bouncer                           | Creditat ca Michael 'Big Mike' Duncan |
| 1999 | The Underground Comedy Movie                          | Gay Virgin                                | N/A |
| 1999 | Breakfast of Champions                                | Eli                                       | Creditat ca Michael Duncan |
| 1999 | The Green Mile                                        | John Coffey                               | Broadcast Film Critics Association Award for Best Supporting Actor Saturn Award for Best Supporting Actor Black Reel Award for Best Supporting Actor Nominalizare — Academy Award for Best Supporting Actor Nominalizare — Chicago Film Critics Association Award for Best Supporting Actor Nominalizare — Chicago Film Critics Association Award for Most Promising Actor Nominalizare — Golden Globe Award for Best Supporting Actor – Motion Picture Nominalizare — NAACP Image Award for Outstanding Actor in a Motion Picture Nominalizare — MTV Movie Award for Best Breakthrough Performance Nominalizare — Online Film Critics Society Award for Best Supporting Actor Nominalizare — Screen Actors Guild Award for Outstanding Performance by a Male Actor in a Supporting Role Nominalizare — Screen Actors Guild Award for Outstanding Performance by a Cast in a Motion Picture |
| 2000 | The Whole Nine Yards                                  | Franklin 'Frankie Figs' Figueroa          | N/A |
| 2001 | See Spot Run                                          | Murdoch                                   | N/A |
| 2001 | Cats & Dogs                                           | Sam                                       | Doar voce |
| 2001 | Planet of the Apes                                    | Attar                                     | N/A |
| 2001 | They Call Me Sirr                                     | Coach Griffin                             | Film de televiziune |
| 2002 | The Scorpion King                                     | Balthazar                                 | N/A |
| 2003 | Daredevil                                             | Wilson Fisk/The Kingpin                   | N/A |
| 2003 | George of the Jungle 2                                | Mean Lion                                 | Doar voce Direct-to-video |
| 2003 | Brother Bear                                          | Tug                                       | Doar voce |
| 2003 | Kim Possible: A Stitch in Time                        | Future Wade                               | Doar voce |
| 2004 | D.E.B.S.                                              | Mr. Phipps                                | N/A |
| 2004 | George and the Dragon                                 | Tarik                                     | N/A |
| 2004 | Pursued                                               | Franklin                                  | N/A |
| 2005 | Racing Stripes                                        | Clydesdale                                | Doar voce |
| 2005 | Sin City                                              | Manute                                    | N/A |
| 2005 | The Golden Blaze                                      | Thomas Tatum/Quake                        | Doar voce |
| 2005 | Dinotopia: Quest for the Ruby Sunstone                | Stinktooth                                | Doar voce |
| 2005 | The Island                                            | Starkweather Two Delta/Jamal Starkweather | N/A |
| 2005 | Stewie Griffin: The Untold Story                      | The Stork                                 | Doar voce Direct-to-video |
| 2005 | The Land Before Time XI: Invasion of the Tinysauruses | Big Daddy                                 | Doar voce |
| 2006 | Talladega Nights: The Ballad of Ricky Bobby           | Lucius Washington                         | N/A |
| 2006 | Brother Bear 2                                        | Tug                                       | Doar voce |
| 2006 | School for Scoundrels                                 | Lesher                                    | N/A |
| 2006 | One Way                                               | The General                               | N/A |
| 2006 | Air Buddies                                           | Wolf                                      | Doar voce |
| 2007 | The Last Mimzy                                        | Nathanial Broadman                        | N/A |
| 2007 | Slipstream                                            | Mort/Phil Henderson/Patrolman             | N/A |
| 2008 | Welcome Home Roscoe Jenkins                           | Otis                                      | N/A |
| 2008 | Delgo                                                 | Elder Marley                              | Doar voce |
| 2008 | Kung Fu Panda                                         | Commander Vachir                          | Doar voce |
| 2008 | American Crude                                        | Spinks                                    | N/A |
| 2009 | The Slammin' Salmon                                   | Cleon Salmon                              | N/A |
| 2009 | Street Fighter: The Legend of Chun-Li                 | Balrog/M. Bison (Japan)                   | N/A |
| 2010 | Redemption Road                                       | Augy                                      | N/A |
| 2010 | Cats & Dogs: The Revenge of Kitty Galore              | Sam                                       | Doar voce |
| 2011 | Cross                                                 | Erlik                                     | Direct-to-video |
| 2011 | A Crush on You                                        | Big Jim Nelson                            | N/A |
| 2011 | Legend of Kung Fu Rabbit                              | Slash                                     | Doar voce |
| 2011 | Green Lantern                                         | Kilowog                                   | Doar voce |
| 2012 | From the Rough                                        | Roger                                     | Lansat în 2014 |
| 2012 | In the Hive                                           | Mr. Hollis                                | N/A |
| 2012 | The Challenger                                        | Duane                                     | N/A |
| 2013 | A Resurrection                                        | Addison                                   | N/A |

### Seriale de televiziune
| An              | Titlu                                           | Rol                                          | Note                                                                            |
| --------------- | ----------------------------------------------- | -------------------------------------------- | ------------------------------------------------------------------------------- |
| 1995            | Renegade                                        | Shake                                        | Episodul: "Living Legend"                                                       |
| 1995            | The Fresh Prince of Bel-Air                     | Tiny                                         | Episodul: "Bourgie Sings the Blues"                                             |
| 1995            | Married... with Children                        | Bouncer                                      | Episodul: "Flight of the Bumblebee"                                             |
| 1996            | Skwids                                          | Body Builder                                 | N/A                                                                             |
| 1996            | Weird Science                                   | Cardinal Carnage                             | Episodul: "Men in Tights"                                                       |
| 1997            | The Jamie Foxx Show                             | Inmate                                       | Episodul: "Little Red Corvette"                                                 |
| 1997            | Sparks                                          | Frank                                        | Episodul: "Self Defense"                                                        |
| 1997            | The Wayans Bros.                                | Big Mike                                     | Episodul: "I Do..."                                                             |
| 1997            | Living Single                                   | Security Guard                               | Episodul: "High Anxiety"                                                        |
| 1997            | Built to Last                                   | N/A                                          | Episodul: "A Family Affair"                                                     |
| 1998            | Arliss                                          | Lucian Balboa                                | Episodul: "Fans First"                                                          |
| 1999            | Sister, Sister                                  | Big Earl                                     | Episodul: "Before There Was Hip Hop..."                                         |
| 2002            | King of the Hill                                | Coach Webb                                   | Episodul: "The Son Also Roses"                                                  |
| 2003, 2005      | The Adventures of Jimmy Neutron: Boy Genius     | Commander Baker                              | Doar voce Episodul: "My Big Fat Spy Wedding" and "Operation: Rescue Jet Fusion" |
| 2003            | Spider-Man: The New Animated Series             | The Kingpin / Wilson Fisk                    | Doar voce Episodul: "Royal Scam" and "Keeping Secrets"                          |
| 2003            | The Proud Family                                | Mongo                                        | Doar voce Episodul: "Smackmania 6: Mongo vs. Mama's Boy"                        |
| 2004            | Static Shock                                    | Rashid 'The Rocket' Randall                  | Doar voce Episodul: "Linked"                                                    |
| 2004            | The Fairly OddParents                           | Rockwell                                     | Doar voce Episodul: "Crash Nebula"                                              |
| 2004            | George Lopez                                    | Dr. Holland                                  | Episodul: "George to the Third Power"                                           |
| 2005–2007       | Loonatics Unleashed                             | Massive                                      | 4 episoade                                                                      |
| 2005            | Teen Titans                                     | Hayden/Krall                                 | Doar voce Episodul: "Cyborg the Barbarian"                                      |
| 2005            | CSI: NY                                         | Quinn Sullivan                               | Episodul: "The Closer"                                                          |
| 2006–2007, 2012 | Family Guy                                      | Black Co-Worker/Boy on Mushrooms/Fozzie Bear | 4 episoade                                                                      |
| 2006            | Minoriteam                                      | Balactus                                     | Episodul: "Balactus: Part 1" and "Balaztus: Part 2"                             |
| 2008–2009       | Two and a Half Men                              | Jerome                                       | Episodul: "The Two Finger Rule" and "The Mooch at the Boo"                      |
| 2008            | The Suite Life of Zack & Cody                   | Coach Little                                 | Episodul: "Benchwarmers"                                                        |
| 2008            | Chuck                                           | Colt                                         | Episodul: "Chuck Versus the First Date"                                         |
| 2011            | Bones                                           | Leo Knox                                     | Episodul: "The Finder"                                                          |
| 2012            | The Finder                                      | Leo Knox                                     | 13 episoade                                                                     |
| 2012            | The High Fructose Adventures of Annoying Orange | Marshmallow King                             | Doar voce Episodul: "Marshmalia"                                                |
| 2012            | Ultimate Spider-Man                             | Groot                                        | Doar voce                                                                       |

### Jocuri video
| An   | Titlu                         | Rol                    | Note                                  |
| ---- | ----------------------------- | ---------------------- | ------------------------------------- |
| 1995 | Panic in the Park             | Security Guard         | N/A                                   |
| 2000 | Star Trek: Klingon Academy    | Opening Movie Klingons | N/A                                   |
| 2000 | Soldier of Fortune            | Hawk                   | N/A                                   |
| 2003 | SOCOM II: U.S. Navy SEALs     | SEAL Operative WARDOG  | Creditat ca Michael Clark Duncan      |
| 2004 | Forgotten Realms: Demon Stone | Slaad Lord Ygorl       | N/A                                   |
| 2005 | The Suffering: Ties That Bind | Blackmore              | N/A                                   |
| 2006 | Saints Row                    | Benjamin King          | N/A                                   |
| 2007 | God of War II                 | Atlas                  | N/A                                   |
| 2013 | Saints Row IV                 | N/A                    | Creditat ca Benjamin King in memoriam |

### Clipuri video
| An   | Artist                            | Titlu                           | Rol           | Note  |
| ---- | --------------------------------- | ------------------------------- | ------------- | ----- |
| 1995 | R. Kelly feat. The Isley Brothers | "Down Low (Nobody Has to Know)" | Garda de corp | Cameo |